# Józef Schindler
Józef Schindler (ur. 23 listopada 1860, zm. po 1939 w Cieszynie) – generał brygady Wojska Polskiego.

## Życiorys
1 listopada 1916 roku został mianowany na stopień starszego intendenta wojskowego I klasy (niem. Militäroberintendant 1. Klasse), który odpowiadał stopniowi pułkownika. W 1917 roku pełnił służbę w Intendenturze XI Korpusu we Lwowie.
19 lutego 1919 roku został mianowany szefem intendentury Dowództwa Okręgu Generalnego „Kielce”. W sierpniu 1921 mianowany został pomocnikiem płk. Aleksandra Litwinowicza, szefa Departamentu VII Intendentury Ministerstwa Spraw Wojskowych w Warszawie przy ulicy Nalewki 4. 3 maja 1922 roku został zweryfikowany w stopniu pułkownika ze starszeństwem z dniem 1 czerwca 1919 roku i 2. lokatą w korpusie oficerów intendentów, a jego oddziałem macierzystym był Departament VII Intendentury Ministerstwa Spraw Wojskowych.
W następnym roku pełnił służbę na stanowisku szefa intendentury Dowództwa Okręgu Korpusu Nr VI we Lwowie.
31 marca 1924 roku Prezydent RP Stanisław Wojciechowski, na wniosek ministra spraw wojskowych, gen. dyw. Władysława Sikorskiego, awansował go na generała brygady ze starszeństwem z dniem 1 lipca 1923 roku i 13. lokatą w korpusie generałów.
W czerwcu 1924 roku zakończył służbę w DOK VI. Z dniem 15 czerwca 1924 roku pełnienie obowiązków szefa Intendentury DOK VI powierzono ppłk. int. Kazimierzowi Hubertowi. Z dniem 31 lipca tego roku, zgodnie z art. 72 Ustawy z dnia 23 marca 1922 o podstawowych obowiązkach i prawach oficerów Wojska Polskiego (przekroczenie granicy wieku 59 lat dla generałów brygady) przeniesiony został w stan spoczynku. Mieszkał we Lwowie. Po kapitulacji załogi obrony Lwowa przedostał się na teren okupacji niemieckiej. Zmarł w Cieszynie.

## Ordery i odznaczenia
- Krzyż Oficerski Orderu Franciszka Józefa z dekoracją wojenną
- Krzyż Kawalerski Orderu Franciszka Józefa z dekoracją wojenną
- Brązowy Medal Zasługi Wojskowej na czerwonej wstążce
- Złoty Medal Jubileuszowy Pamiątkowy dla Sił Zbrojnych i Żandarmerii
- Krzyż Jubileuszowy Wojskowy
- Krzyż Pamiątkowy Mobilizacji 1912–1913